# グアンチェ族のミイラ

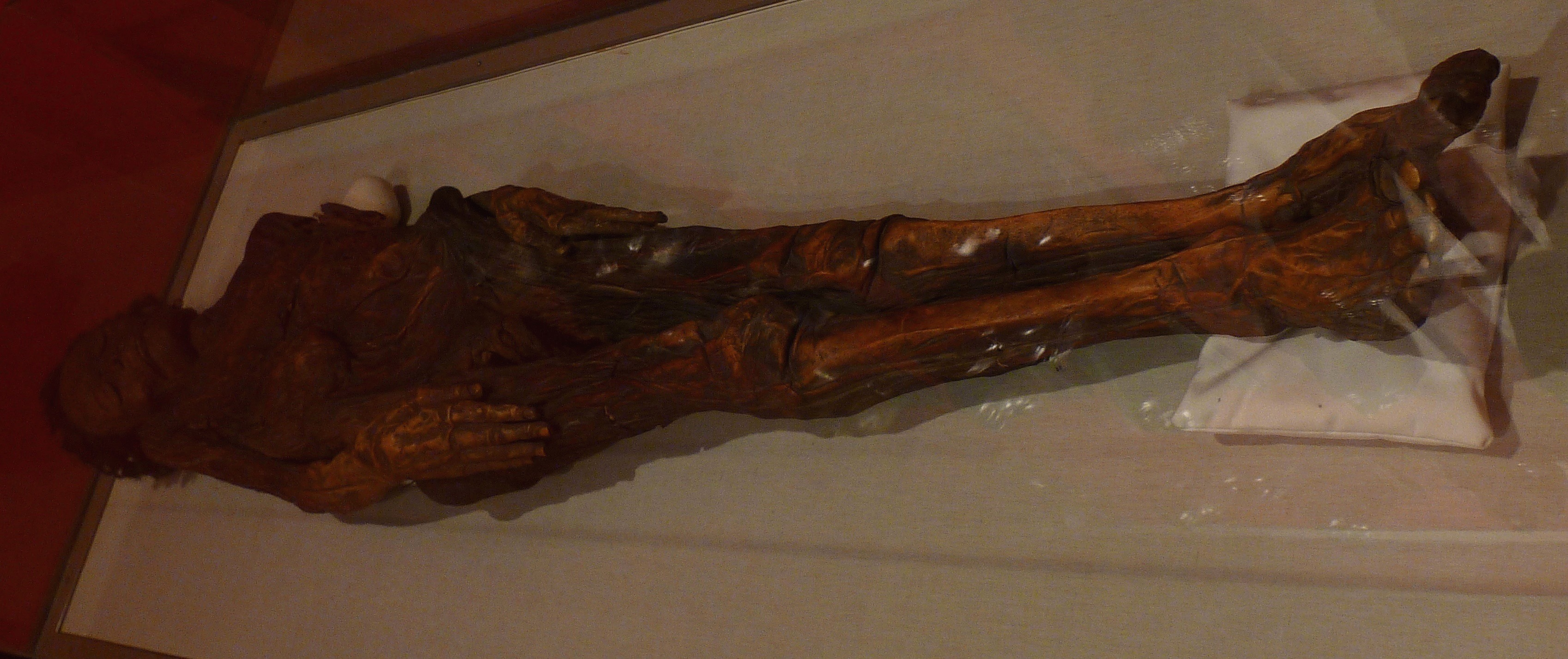
マドリードの国立考古学博物館に所蔵されているグアンチェ族のミイラ。

グアンチェ族のミイラ（グアンチェぞくのミイラ）は、カナリア諸島先住民であるグアンチェ族の人々が、同胞の遺骸を意図的に乾燥保存しもの（ミイラ）である。グアンチェ族のミイラ作成は15世紀スペインの入植頃まで行われていた。その後彼等が踏み絵的に強要された破壊を免れて現存するミイラ群からは、そのエンバーミング技法が古代エジプトで行われていたものと似通っていることが判っている。

## 考古学的記録

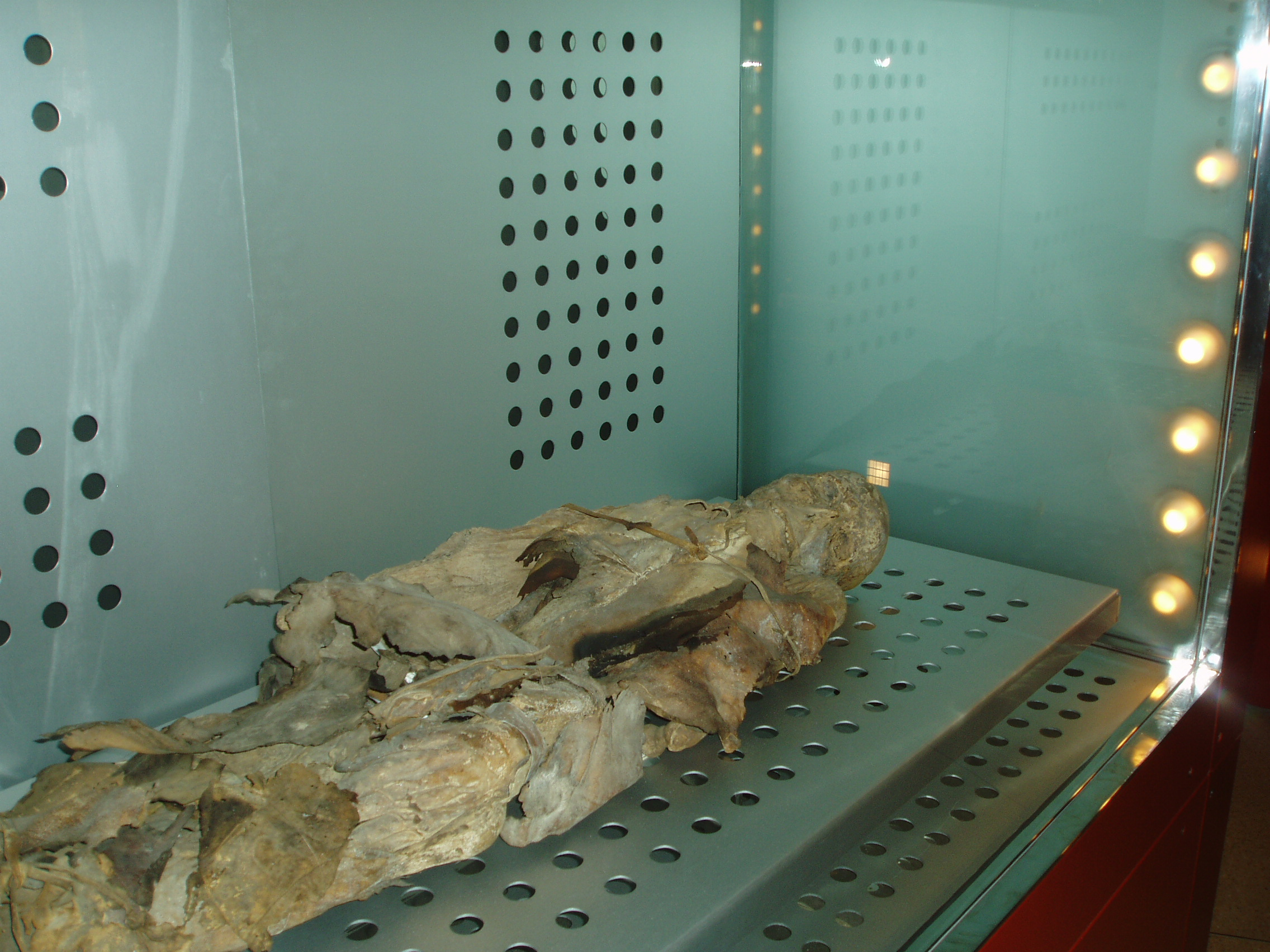
テネリフェの自然と人の博物館が所蔵するグアンチェ族のミイラ。

グアンチェ族支配時代を通じて継続的にミイラ作成が行われていたのは、カナリア諸島の中でもテネリフェ島のみであった。グラン・カナリア島で発見された古代人のミイラについては、近年調査が進められた結果、死体を意図的にミイラ化し保存しようとした形跡は認められず、気候条件などにより自然発生的にミイラ化した可能性が高いとされた。ラ・パルマ島のミイラも同様に自然発生的なものであり、ラ・ゴメラ島とエル・イエロ島についてはミイラが存在したかどうか自体が立証できていない。また、ランサローテ島とフエルテベントゥラ島は調査の対象となっていない。
特に保存状態が良く、体系的な調査研究がなされているものは、テネリフェ島で発見されたミイラ群である。
1933年、テネリフェ島南部・サン・ミゲル・デ・アボーナのUchovaでグアンチェ族のネクロポリスが発見された。ここには墓地遺構自体の破壊を免れ得た60-74体のミイラが存在していると推定される。
グアンチェ族のミイラの身体的特徴に関する調査では、彼等が非常に長身だったことが判っている。平均身長は男性が170cm、女性は157cmである。また、多くがたくましい体つきをしていた。
カナリア諸島に現存する最古のミイラは、テネリフェ島で発見された紀元後3世紀のものである。

## 歴史学的記録
14世紀スペインの探検家達がカナリア諸島を訪れた際の記録では、グアンチェ族は社会的地位の低い者は砂地の墓場に埋葬するいっぽう、高い階層の者はミイラにして一人ずつ個別の洞穴に横たえるとしている。こういった安置場所となっていた洞窟には1,000体前後のミイラが存在したと考えられるが、大半は失われ、完全なミイラは諸島全体でも20体が残るのみである。かくも多数のミイラが失われた理由としては、ミイラを破砕して作成する薬材（所謂ミイラ薬）の人気が高まったためだというのが定説である。グアンチェ族のミイラ作成師は男性・女性のグループを形成し、故人の性別ごとに定められた手順に従って作業を行った。グアンチェ族の文化においては、ミイラ作成に従事する者はその仕事の性質上、不浄の存在と見なされていた。

## ミイラ化の手順
初期の探検家達はグアンチェ族のミイラ作成法に関して様々な慣習があることを報じていたが、近現代の科学的分析により胴部切開・防腐処理・詰め物の三つの方式があることがつきとめられた。この三つの方式は、ミイラ作成時の時代状況に応じて様々なかたちで併用された。
1876年、グレゴリオ・チル・イ・ナランホはいくつかのミイラから、内臓を除去する目的でつけられたと推定される切開痕を見出した。ドナルド・レジナルド・ブロスウェルの1969年の研究により、グアンチェ族の間でこれらの胴部切開技法が行われていたことが証明された。ブロスウェルは他の科学者グループと共に、グアンチェ族のミイラの病理学的検査を行った。この検査により、遺骸はまず腹部および胸部を切開され、それにより生じた空洞にはカナリーマツの樹皮を含む泥様物質が詰められたことが明らかになった。詰め物が筋膜によって包まれている事例も幾つかあったが、それがエンバーミング手順として明確に定められたものであるかどうかは不明である。
1991年、カナダ・モントリオールのマギル大学レッドパス博物館にてパトリック・ホルンが行った調査では、腹部空洞の詰め物に蘚類が使用されていたことが判明した。蘚類以外にも、様々な種類の土着植物が詰め物として体内に残されていた。
遺骸のその他の部分の防腐処理は、基本的に樹脂と動物の皮革を組み合わせて包む方法が使われた。この時使用する樹脂には鉱物類・植物類・脂肪分などが加えられており、日光ないし燻煙でもって乾燥処理を行う前に、遺骸全体に塗り広げられた。手順の最後に遺骸は動物の皮革で包まれ、安置場所へ横たえられた。包むのに使用する皮革の数は故人の社会的地位によって異なり、たとえば王の遺骸には15枚の皮が使用された。